# Scuola di specializzazione italiana in medicina aeronautica e spaziale
La Scuola di specializzazione italiana in medicina aeronautica e spaziale fu istituita con D.P.R. 392 del 23/1/1963. È stata la prima ed unica in Italia nel suo genere.
Nasce dal Centro studi e ricerche di medicina aeronautica, sito in Roma, per rispondere a quesiti ed esigenze posti dalla allora nascente attività spaziale. Per effettuare i relativi esperimenti, furono avviate esperienze pionieristiche: ad esempio, fu costruita una torre che, attraverso funi elastiche, era in grado di riprodurre per brevi istanti situazioni di microgravità, e un asse di subgravità per lo studio dei movimenti corporei durante la locomozione in situazioni di microgravità, studi rilevanti per la deambulazione "a salti" degli esploratori lunari delle missioni statunitensi Apollo.
Per la sua peculiarità, il Centro fu visitato nel 1965 dall'astronauta statunitense John Glenn, primo americano in orbita.